# 湘潭大学兴湘学院
湘潭大学兴湘学院位于湖南省湘潭市北二环路，为湘潭大学创办的独立本科学院。

## 历史
2001年，湘潭大学兴湘学院建立。

## 学校院系
湘潭大学兴湘学院拥有6大科目系的36个本科专业。
- 文学系
- 理学系
- 工学系
- 法学系
- 经济学系
- 管理学系